# From Zero
From Zero – ósmy album studyjny amerykańskiego zespołu muzycznego Linkin Park, wydany 15 listopada 2024 roku nakładem Warner Records i Machine Shop Recordings. Jest to pierwszy album studyjny zespołu od czasu premiery albumu One More Light w 2017 roku, a także pierwszy, na którym pojawia się nowa wokalistka Emily Armstrong z zespołu Dead Sara, oraz nowy perkusista zespołu, Colin Brittain. Album ten jest również pierwszym wydawnictwem grupy bez udziału wokalisty Chestera Benningtona, który zmarł w 2017 roku, oraz perkusisty Roba Bourdona, który opuścił zespół w 2024 roku.
Tytuł albumu ma podwójne znaczenie: odnosi się zarówno do pierwotnej nazwy zespołu, Xero, jak i do nowego rozdziału w historii grupy z Armstrong i Brittainem w składzie.

## Historia
30 marca 2024 roku, w wywiadzie dla KCAL-FM, Jay Gordon, frontman zespołu Orgy, wywołał spekulacje na temat reaktywacji zespołu Linkin Park. Stwierdził, że słyszał o angażu nowej wokalistki przez zespół, ale odmówił podania szczegółów, co wzbudziło falę domysłów. W kolejnym miesiącu magazyn Billboard nawiązał do tych wypowiedzi, informując, że agencja WME rozważa oferty dotyczące potencjalnej trasy koncertowej Linkin Park oraz występów jako główna gwiazda festiwali w 2025 roku. Proponowany skład obejmował Mike’a Shinodę, Brada Delsona, Dave’a „Phoenixa” Farrella oraz nieujawnioną wokalistkę, która miałaby zastąpić Chestera Benningtona.
W sierpniu zespół rozpoczął w sieci tajemnicze odliczanie trwające 100 godzin, nie podając przy tym żadnych wyjaśnień. Po jego zakończeniu Linkin Park opublikował oświadczenie zapowiadające ważne ogłoszenie słowami: „To tylko kwestia czasu”. Członkowie oficjalnego fanklubu zespołu, Linkin Park Underground, otrzymali zaproszenie na pięciogodzinne wydarzenie, które odbyło się 5 września 2024 roku w Los Angeles w Kalifornii.
Podczas tego wydarzenia Linkin Park ogłosił zamiar wydania albumu From Zero z datą premiery wyznaczoną na 15 listopada 2024 roku po transmitowanym na żywo występie, podczas którego wykonano kilka utworów, w tym singel promujący album, „The Emptiness Machine”. Jednocześnie potwierdzono, że Emily Armstrong z zespołu Dead Sara została nową wokalistką zespołu, a Colin Brittain objął rolę perkusisty, zastępując Roba Bourdona, który odszedł z zespołu. Ogłoszono również trasę koncertową obejmującą sześć występów na czterech kontynentach, która miała promować nowy album: From Zero World Tour.
Tytuł albumu, From Zero, posiada podwójne znaczenie – nawiązuje do pierwotnej nazwy zespołu, Xero, a także symbolizuje nowy początek w historii grupy. Był to pierwszy album zespołu bez wokalisty Chestera Benningtona, który zmarł w 2017 roku, oraz bez perkusisty Roba Bourdona, który opuścił zespół w 2024 roku. Podczas koncertu w Barclays Arena w Hamburgu w Niemczech, 22 września 2024 roku, zespół zaprezentował nowy utwór „Heavy Is the Crown”. Utwór ten, wydany jako drugi singel z albumu 24 września, stał się głównym motywem Mistrzostw Świata 2024 w League of Legends, a jego zredagowana wersja znalazła się także na ścieżce dźwiękowej drugiego sezonu serialu Arcane, do której Shinoda i Armstrong nagrali nowe wokale. Trzeci singel z albumu, „Over Each Other”, ukazał się wraz z teledyskiem 24 października 2024 roku.
12 listopada 2024 roku w niezależnych sklepach muzycznych odbyły się równoczesne imprezy odsłuchowe całego standardowego wydania albumu. Dzień później, czwarty singel z albumu, „Two Faced”, został niespodziewanie wydany wraz z teledyskiem.
24 stycznia 2025 roku album został wydany w wersji a cappella, z kolei 28 lutego tego roku w sprzedaży ukazała się jego wersja instrumentalna.
27 marca 2025 roku w sieci ukazał się wraz z teledyskiem singel „Up from the Bottom” będący zapowiedzią edycji deluxe albumu From Zero, której premierę wyznaczono na 16 maja 2025 roku. 25 kwietnia 2025 roku do internetu trafił wraz z wizualizacją kolejny singel z wydania deluxe – „Unshatter”. 16 maja 2025 roku, zgodnie z wcześniejszymi zapowiedziami, edycja deluxe albumu trafiła do sprzedaży.

## Kompozycja
Pod względem muzycznym From Zero został opisany jako nu metal, rock alternatywny, metal alternatywny, pop-rock, rap rock oraz rock elektroniczny. Rishi Shah z czasopisma NME uznał album za „prawdopodobnie największy powrót rockowy w ostatniej historii” oraz „intrygującą mieszankę spektakularnego, stadionowego rocka, który powala na kolana”. Tom Morgan z magazynu Clash zauważył, że album „czerpie inspiracje z każdej ery zespołu”.

## Odbiór krytyczny
From Zero po premierze spotkał się z przeważnie pozytywnym odbiorem ze strony krytyków. Na stronie Metacritic, która przypisuje znormalizowaną ocenę w skali od 0 do 100 na podstawie recenzji z różnych publikacji, album uzyskał średnią ważoną ocenę 74 na podstawie 9 recenzji, co wskazuje na „ogólnie pozytywne recenzje”.

## Lista utworów
Opracowano na podstawie materiału źródłowego.
| Nr  | Tytuł utworu            | Autorzy                                                 | Długość |
| --- | ----------------------- | ------------------------------------------------------- | ------- |
| 1.  | „From Zero (Intro)”     | Linkin Park                                             | 0:22    |
| 2.  | „The Emptiness Machine” | Linkin Park                                             | 3:10    |
| 3.  | „Cut the Bridge”        | Linkin Park, Bea Miller, Nick Long                      | 3:48    |
| 4.  | „Heavy Is the Crown”    | Linkin Park, Mike Elizondo                              | 2:47    |
| 5.  | „Over Each Other”       | Linkin Park, Jon Green, Matias Mora                     | 2:50    |
| 6.  | „Casualty”              | Linkin Park                                             | 2:20    |
| 7.  | „Overflow”              | Linkin Park, Mike Elizondo, Jake Torrey, Jaten Dimsdale | 3:31    |
| 8.  | „Two Faced”             | Linkin Park                                             | 3:03    |
| 9.  | „Stained”               | Linkin Park, Cal Shapiro                                | 3:05    |
| 10. | „IGYEIH”                | Linkin Park, Nick Long                                  | 3:29    |
| 11. | „Good Things Go”        | Linkin Park, Jake Torrey                                | 3:29    |
|     |                         |                                                         | 31:54   |

| Utwory dodatkowe – Digital expanded edition | Utwory dodatkowe – Digital expanded edition | Utwory dodatkowe – Digital expanded edition |
| Nr                                          | Tytuł utworu                                | Długość                                     |
| ------------------------------------------- | ------------------------------------------- | ------------------------------------------- |
| 1.                                          | „The Emptiness Machine (Live)”              | 3:16                                        |
| 2.                                          | „Heavy Is the Crown (Live)”                 | 3:25                                        |
| 3.                                          | „Over Each Other (Live)”                    | 2:52                                        |

| Utwory dodatkowe – Deluxe edition | Utwory dodatkowe – Deluxe edition | Utwory dodatkowe – Deluxe edition |
| Nr                                | Tytuł utworu                      | Długość                           |
| --------------------------------- | --------------------------------- | --------------------------------- |
| 1.                                | „Up from the Bottom”              | 3:03                              |
| 2.                                | „Unshatter”                       | 3:16                              |
| 3.                                | „Let You Fade”                    | 3:28                              |
| 4.                                | „The Emptiness Machine (Live)”    |                                   |
| 5.                                | „Heavy Is the Crown (Live)”       |                                   |
| 6.                                | „Over Each Other (Live)”          |                                   |
| 7.                                | „Casualty (Live)”                 |                                   |
| 8.                                | „Two Faced (Live)”                |                                   |

## Twórcy
Opracowano na podstawie materiału źródłowego.
|  | Zespół Linkin Park w składzie - Mike Shinoda – keyboard, wokale, gitara, samplery, programowanie - Brad Delson – gitara, chórki w „Cut the Bridge”, pianino - Dave „Phoenix” Farrell – gitara basowa, chórki w „Cut the Bridge” - Joe Hahn – turntablizm, samplery, programowanie, chórki w „Cut the Bridge” - Emily Armstrong – wokale - Colin Brittain – perkusja, chórki w „Cut the Bridge” | Produkcja - Mike Shinoda – produkcja muzyczna, nagrywanie - Brad Delson, Colin Brittain – współprodukcja muzyczna - Matias Mora – dodatkowa produkcja muzyczna (5) - Mike Elizondo – dodatkowa produkcja muzyczna (4, 7) - Neal Avron – miksowanie (2, 5, 7, 9, 11) - Rich Costey - miksowanie (3, 4, 6, 8, 10) - Emerson Mancini – mastering - Ethan Mates – inżynier dźwięku - Jeff Citron – asystent inżyniera dźwięku (3, 4, 6, 8, 10) - Scott Skrzynski – asystent inżyniera dźwięku (2, 5, 7, 9, 11) |

## Notowania na listach przebojów
| Lista (2024)                                                  | Pozycja |
| ------------------------------------------------------------- | ------- |
| Australia (ARIA)                                              | 1       |
| Austria (Ö3 Austria Top 40)                                   | 1       |
| Belgia (Ultratop Flandria)                                    | 1       |
| Belgia (Ultratop Walonia)                                     | 1       |
| Chorwacja (Top of the Shops)                                  | 4       |
| Czechy (Albums – Top 100)                                     | 2       |
| Dania (Hitlisten)                                             | 2       |
| Finlandia (Suomen virallinen lista)                           | 2       |
| Francja (Top Albums, SNEP)                                    | 1       |
| Francja (Top Rock & Metal, SNEP)                              | 1       |
| Grecja (IFPI)                                                 | 10      |
| Hiszpania (Promusicae)                                        | 2       |
| Holandia (Album Top 100)                                      | 1       |
| Irlandia (Albums Chart)                                       | 2       |
| Japonia (Albums, Oricon)                                      | 11      |
| Japonia (Hot Albums (Billboard Japan))                        | 5       |
| Kanada (Billboard Canadian Albums (Billboard))                | 1       |
| Litwa (Agata)                                                 | 4       |
| Niemcy (Offizielle Top 100)                                   | 1       |
| Norwegia (VG-lista)                                           | 2       |
| Nowa Zelandia (Recorded Music NZ)                             | 1       |
| Polska (OLiS)                                                 | 2       |
| Portugalia (AFP)                                              | 1       |
| Słowacja (Albums – Top 100)                                   | 2       |
| Stany Zjednoczone (Billboard 200 (Billboard))                 | 2       |
| Stany Zjednoczone (Top Hard Rock Albums (Billboard))          | 1       |
| Stany Zjednoczone (Top Rock & Alternative Albums (Billboard)) | 1       |
| Szwajcaria (Alben Top 100)                                    | 1       |
| Szwecja (Sverigetopplistan)                                   | 3       |
| Węgry (Album Top 40 slágerlista)                              | 1       |
| Wielka Brytania (UK Albums Chart)                             | 1       |
| Wielka Brytania (UK Rock & Metal Albums Chart)                | 1       |
| Włochy (FIMI)                                                 | 1       |

| Lista (2024)                  | Pozycja |
| ----------------------------- | ------- |
| Czechy (Albums – Top 100)     | 3       |
| Japonia (Albums, Oricon)      | 29      |
| Japonia (Rock Albums, Oricon) | 3       |
| Słowacja (Albums – Top 100)   | 3       |

| Lista (2024)                   | Pozycja |
| ------------------------------ | ------- |
| Austria (Ö3 Austria)           | 3       |
| Belgia (Ultratop Flandria)     | 15      |
| Belgia (Ultratop Walonia)      | 21      |
| Francja (Top Albums, SNEP)     | 35      |
| Holandia (Album Top 100)       | 75      |
| Niemcy (Offizielle Top 100)    | 3       |
| Polska (OLiS)                  | 40      |
| Portugalia (AFP)               | 15      |
| Szwajcaria (Alben Top 100)     | 5       |
| Węgry (Album Top 100)          | 28      |
| Wielka Brytania (CD albums)    | 21      |
| Wielka Brytania (Vinyl albums) | 26      |
| Włochy (FIMI)                  | 94      |

## Certyfikaty
| Region                | Certyfikat |
| --------------------- | ---------- |
| Austria (IFPI)        | złoto      |
| Francja (SNEP)        | platyna    |
| Niemcy (BVMI)         | złoto      |
| Portugalia (AFP)      | złoto      |
| Wielka Brytania (BPI) | srebro     |
| Włochy (FIMI)         | złoto      |